# Pedro Garau
Pedro Garau Cañellas (Mallorca, Islas Baleares, ? - 1919), también conocido como Pere Garau i Canyelles, fue un ingeniero de caminos canales y puertos español, autor del trazado del ferrocarril y el tranvía de la localidad de Sóller. También realizó un proyecto de remodelación del Puerto de Palma de Mallorca y otro de ensanche para esta misma ciudad, aunque finalmente el ayuntamiento se decantó por el proyecto presentado por Bernardo Calvet, el Plan Calvet. Un barrio de la ciudad lleva su nombre, el barrio de Pedro Garau.
Según el Ingeniero de Caminos, Canales y Puertos Miquel Àngel Llauger, "la idea de construir una línea férrea entre Palma y Sóller se fue desarrollando desde los primeros pasos del ferrocarril en Mallorca. Según cuenta Pere Brunet, en 1882 Pedro de Alcántara Penya sugirió a través de la Ignorancia, un poco en clave de humor, cuatro posibles alternativas de trazado: Por Alaró, por Lloseta, por Esporles y Deià, y finalmente, atravesando la Sierra de Alfàbia partiendo de Santa Maria. El primer intento serio fue el proyecto que arrancaba de Son Sardina y pasaba por Establiments, Esporles, Valldemossa y Deià. Un proyecto que fue abandonado después de realizarse debido al alto coste de las obras. Poco tiempo después, la posibilidad de obtener beneficios a partir de un programa estatal de ayudas a los ferrocarriles económicos hizo retomar la iniciativa. El ingeniero Pedro Garau Cañellas recibió el encargo de estudiar la mejor solución, comparando todas las posibles que hasta entonces se habían planteado y se decantó claramente a favor de la idea de cruzar la sierra mediante un túnel por debajo del Coll de Sóller. El proyecto fue presentado en un opúsculo firmado por su autor con el título “Notas para el estudio de un ferrocarril directo entre Palma y Sóller, publicado en 1904. La propuesta tuvo buena acogida, en 1905 se constituyó la Compañía del Ferrocarril de Palma a Sóller y al año siguiente, en el que se obtuvo la correspondiente autorización administrativa, Garau acabó la formación definitiva del proyecto. Las obras de construcción comenzaron el mes de junio de 1907 y acabaron en abril de 1912, después de superar los grandes obstáculos que ofrecía la accidentada orografía de la zona. La obra más complicada y más destacada fue la realización del túnel de Alfabia de 2.850 metros de largo, que comunicaba el valle de Sóller con el llano de Bunyola y Palma, cuya perforación duró tres años. Se debieron de perforar doce túneles más de entre 33 y 530 metros de longitud y se construyeron un gran número de pontones y puentes, siendo el más destacado el viaducto de Monreals de 52 metros de longitud, que consta de cinco arcos de 8 metros de luz. Son dignos de una mención especial las estaciones de Palma, de gran belleza y estilo modernista, y la de Sóller realizada aprovechando una antigua casa señorial". 
Llauger también hace referencias a otras actuaciones en el campo de las obras públicas. Llauger indica "en la biografía del ingeniero Pedro Garau (1870 - 1919) el proyecto y la construcción del ferrocarril de Palma a Sóller ocupan un lugar destacado, pero su actividad profesional abarca otras actuaciones bien interesantes en el mundo de las obras públicas. En el campo de las carreteras, llevó a cabo tareas importantes como el proyecto, firmado el 15 de agosto de 1895, del puente sobre el torrente de Son Marget, o de Llubí, en la carretera de Inca a Santa Margalida, con tres elegantes arcos rebajados de 16 metros de luz. En la carretera de Sóller se encargó de la dirección de obras del tramo primero, a la salida de Palma, desde la puerta Pintada hasta el torrente Gros junto a la Torre de n’Huch, y también la dirección de trabajos de construcción de la sección de Sóller al Puerto de Sóller, según proyectos elaborados por Eusebi Estada en los años 1885 el primero, y 1888 el segundo". 
Por otra parte, Llauger recuerda que "entre 1912 y 1919 fue ingeniero director de la Junta del Puerto de Palma elaborando, en 1913, un “Proyecto general de ensanche, defensa, mejora de servicios y limpieza del puerto de Palma” en el que, por primera vez, se preveía un contradique que haciendo un ángulo recto cerraba el puerto a la altura del malecón, dejando una bocana que daba acceso a unas dársenas totalmente tranquilas. También por primera vez se proyectaba una calzada ganando terrenos al mar desde la desembocadura de la Riera hasta el lugar conocido como “S’Aigua dolça”, precedente lejano del futuro paseo marítimo. Este proyecto no se llegó a aprobar pero apuntó hacia una futura realización, la del paseo marítimo, que tardó más de 40 años en llevarse a cabo. El arquitecto Gaspar Bennàzar en su Plan de Reforma, firmado el 31 de agosto de 1916, incorporó la idea de este tramo de calzada ganando terrenos al mar, pero aunque el Plan fue aprobado por el Ayuntamiento y por el Govern central, en la práctica no llegó a ser aplicado. Durante su mandato Garau elaboró diversos proyectos de ensanche del Moll Vell, de alumbrado del puerto y zonas de servicio, de instalación de depósitos, de grúas eléctricas y pabellones para los servicios, dragado y eliminación de rocas submarinas, así como un “anteproyecto de ensanche y mejora del puerto” siguiendo el dictado de un Real Decreto del 19 de junio de 1916. En los programas de balizamiento de las costas de Baleares Garau intervino en la mejora de la señalización de la isla de Ibiza asumiendo las obras de construcción del faro de Coves Blanques, en San Antonio de Portmany, de acuerdo con el proyecto elaborado anteriormente por Eusebi Estada, y formando los proyectos de nueva construcción del faro de “En Pou”, firmado en 1897 y finalizadas las obras en 1902, y del de Tagomago aprobado en octubre de 1906". Llauger finaliza su artículo sobre la biografía de Garau afirmando que "siguiendo en buena parte estudios anteriores de Estada y Calvet, elaboró un completo proyecto de abastecimiento de aguas potables de Palma, que sirvió de base para todas las obras definitivas que se ejecutaron hasta los años cincuenta de la pasada centuria".